# Less than Zero
«Less Than Zero» es una canción del cantautor canadiense The Weeknd . Fue escrito por The Weeknd, Max Martin y Oscar Holter, y producido por los tres junto con Oneohtrix Point Never. La canción se envió a contemporary hit radio de Francia el 7 de julio de 2022, como el cuarto sencillo general del álbum Dawn FM.

## Antecedentes y promoción
El nombre de la canción se reveló por primera vez el 5 de enero de 2022, cuando el intérprete reveló la lista de canciones que pertenecían a su próximo álbum. El 9 de enero de 2022 se lanzó un video con la letra de la canción dirigido por Micah Bickham. También fue una de las canciones interpretadas en el especial de televisión The Dawn FM Experience.
La canción fue lanzada limitadamente en Francia y se envió a contemporary hit radio el 7 de julio de 2022 de dicho país.
La canción también es el tema musical oficial de WrestleMania 39, lo que sería el cuarto año consecutivo en que una canción de The Weeknd siendo el tema principal del evento anual de la WWE.

## Composición y letra
La canción se ha descrito como una pista pop de baile lento en la que The Weeknd canta sobre los sentimientos de arrepentimiento que le quedan después del final de una relación y cómo se culpa a sí mismo.

## Recepción de la crítica
«Less Than Zero» fue recibido con gran aclamación universal. Los críticos señalaron la canción como un punto culminante del disco, y se elogió especialmente la producción, la letra y la interpretación vocal genuina de The Weeknd. Los críticos de Billboard señalaron que la canción tenía el potencial de alcanzar el éxito y ser uno de los 40 primeros y que podría superar los sencillos del su trabajo anterior, After Hours

## Rendimiento comercial
| Listas (2022)                        | posición |
| ------------------------------------ | -------- |
| Australia (ARIA)                     | 47       |
| Australia Hip-Hop/R&B Singles (ARIA) | 18       |
| Canadá (Canadian Hot 100)            | 32       |
| Dinamarca (Tracklisten)              | 33       |
| Francia (SNEP)                       | 82       |
| Global 200 (Billboard)               | 24       |
| Grecia (IFPI)                        | 21       |
| Islandia (Plötutíðindi)              | 21       |
| India (IMI)                          | 16       |
| Lituania(AGATA)                      | 30       |
| Sudáfrica (RISA)                     | 63       |
| Suecia (Sverigetopplistan)           | 67       |
| Estados Unidos (Billboard Hot 100)   | 53       |

## Historial de lanzamiento
| Región  | Fecha              | Formato                     | Label(s)              | Ref.   |
| ------- | ------------------ | --------------------------- | --------------------- | ------ |
| Varios  | 7 de enero de 2022 | Descarga digital, Streaming | XO, Republic          | [ 25 ] |
| Francia | 7 de julio de 2022 | Contemporary hit radio      | Universal Music Group | [ 1 ]  |